# Tore Rahmqvist
Tore Siggesson Rahmqvist, född 13 oktober 1912 i Engelbrekts församling i Stockholms stad, död 19 oktober 1985 i Lidingö församling i Stockholms län, var en svensk militär.

## Biografi
Rahmqvist avlade studentexamen 1931. Han avlade officersexamen vid Krigsskolan 1934 och utnämndes samma år till fänrik i fortifikationen, där han 1936 befordrades till underlöjtnant. Han inträdde 1937 i nybildade ingenjörtrupperna, där han befordrades till löjtnant 1938 och till kapten 1942. Han gick Allmänna fortifikationskursen vid Artilleri- och ingenjörhögskolan (AIHS) 1936–1938 och Högre ingenjörskursen där 1941–1943. Därefter var han chef för Ingenjörstruppernas kadettskola 1944–1945 och lärare i förbindelselära vid AIHS 1945–1951. Han befordrades till major 1952 och var chef för Fältarbetsskolan 1953–1959, befordrad till överstelöjtnant 1957. Rahmqvist var chef för Bodens ingenjörkår 1959–1973 och befordrades till överste 1960.
Tore Rahmqvist invaldes 1955 som ledamot av Kungliga Krigsvetenskapsakademien.
Tore Rahmqvist var son till Sigurd Rahmqvist och Ingeborg Nilson. Han gifte sig 1940 med Inga Hellgren (född 1919), dotter till överste Inge Hellgren och Marianne Holm. De fick barnen Sigurd (född 1942), Inge (född 1944), Marianne (född 1949) och Anders (född 1957). Tore Rahmqvist är begravd på Norra begravningsplatsen i Solna.

## Utmärkelser
- Riddare av första klassen av Svärdsorden, 1953.[10]
- Kommendör av Svärdsorden, 6 juni 1964.[11]
- Kommendör av första klass av Svärdsorden, 6 juni 1968.[12]
- Riddare av Norska Sankt Olavs orden.[2]